# Appuna järnvägsstation
Appuna järnvägsstation var en station i Appuna socken, Mjölby kommun. Den öppnades 1913. Det fanns ytterligare en station i Vallaslätten, Appuna socken.

## Föreståndare
Lista över föreståndare vid Appuna järnvägsstation.
| Ämbetstid | Namn                      | Levnadstid |
| --------- | ------------------------- | ---------- |
| 1913–1915 | Ernst Fredrik Karlsson    | 1884–1950  |
| 1916–1925 | Erik Martin Gustafsson    | 1890–1967  |
| 1925–1926 | David Valentin Gustafsson | 1893–1968  |
| 1926–1934 | Emanuel Petersson         | 1887–1974  |